# Odochilus thailandicus
Odochilus thailandicus är en skalbaggsart som beskrevs av Rakovic 1997. Odochilus thailandicus ingår i släktet Odochilus och familjen Aphodiidae. Inga underarter finns listade i Catalogue of Life.